# ポンカラーレ
ポンカラーレ（伊: Poncarale）は、イタリア共和国ロンバルディア州ブレシア県にある、人口約5,100人の基礎自治体（コムーネ）。

## 地理

### 位置・広がり

#### 隣接コムーネ
隣接するコムーネは以下の通り。
- バニョーロ・メッラ
- ボルゴサトッロ
- カプリアーノ・デル・コッレ
- フレーロ
- モンティローネ
- サン・ゼーノ・ナヴィーリオ

### 地震分類
イタリアの地震リスク階級 (it) では、3 に分類される
。